# 東部馬腦炎病毒

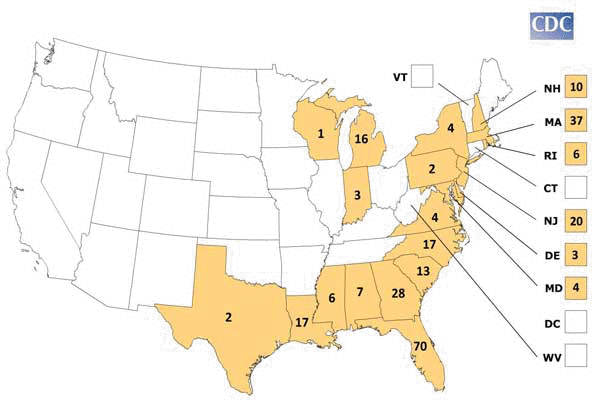
東部馬腦炎病毒於美國的分布圖。如圖所示，大多分布在美國東岸、五大湖與墨西哥灣沿岸各州。

东部马脑炎病毒（eastern equine encephalitis virus，EEEV）又称东方马脑炎病毒为甲病毒属成员，由单链RNA组成核心，呈球形二十面体。对许多动物有致病力，分北美株和南美株。
東部馬腦炎（EEE）是由东部马脑炎病毒引起的脑炎，属一种经蚊传播的人兽共患传染病，因曾在北美洲东部流行而得名。常見於美洲及加勒比海一带。最早在1831年于美國馬薩諸塞州發現。（有一種相對溫和的病毒较常见于美國西部，稱為「西部馬腦炎病毒」）
感染此病毒而引致死亡的機率甚高，在馬類的死亡機率為70-80%，而人也有50%的死亡機率。病毒會經由蚊子感染人、鳥和兩棲動物。

## 人类症状与体征
人类患病后表现为突然高热、寒战、肌痛、头痛、恶心呕吐，可伴眩晕、咽痛，严重者呼吸困难、意识模糊、昏睡，常伴有脑膜刺激征、四肢痉挛并迅速发展为昏迷。病情进展迅速，死亡率高。

## 马匹病徵
- 接觸之後三周内會發高燒
- 神經錯亂，包括對聲音過於敏感、過度興奮、抽搐
- 存活的馬匹也會有永久的神經傷害

## 治療
- 治療一般都是對症狀下藥，並非根治
- 在馬類裡有疫苗，但是沒有人類的疫苗

## 外部連結
- Dolce, Laura. . Seacoastonline.com. October 10, 2008  [2015-05-29]. （原始内容存档于2012-03-08）.
- . Virus Pathogen Database and Analysis Resource (ViPR).[永久]
- Joseph W. Beard Papers at Duke University Medical Center Archives （页面存档备份，存于） (Beard's team developed the first usable vaccine for equine encephalomyelitis)
- The Encephalitis Society - A Global resource on Encephalitis （页面存档备份，存于）